# La Tour-d'Auvergne
La Tour-d'Auvergne är en kommun i departementet Puy-de-Dôme i regionen Auvergne-Rhône-Alpes i centrala Frankrike. Kommunen ligger i kantonen La Tour-d'Auvergne som tillhör arrondissementet Issoire. År 2022 hade La Tour-d'Auvergne 631 invånare.

## Befolkningsutveckling
Antalet invånare i kommunen La Tour-d'Auvergne
| Referens: INSEE |